# 普昂塞
普昂塞（法語：Pouancé，法語發音：[pwɑ̃se] ⓘ）是法国曼恩-卢瓦尔省的一个旧市镇，位于该省西北部，属于瑟格雷区。2016年12月15日，普昂塞和相邻的另外9个市镇合并为新市镇翁布雷当茹（Ombrée d'Anjou），并成为新市镇的政府驻地。

## 地理
普昂塞（47°44'26"N, 1°10'35"W）面积48.97 平方千米，位于法国卢瓦尔河地区大区曼恩-卢瓦尔省，为历史上安茹和布列塔尼之间的边境地区。
与普昂塞接壤的市镇（或旧市镇、城区）包括：圣埃尔布隆、埃昂塞、马蒂涅费绍、维勒波、阿尔马耶、卡尔拜、沙泽昂里、拉普雷维耶尔、瑟诺讷。
普昂塞的时区为UTC+01:00、UTC+02:00（夏令时）。

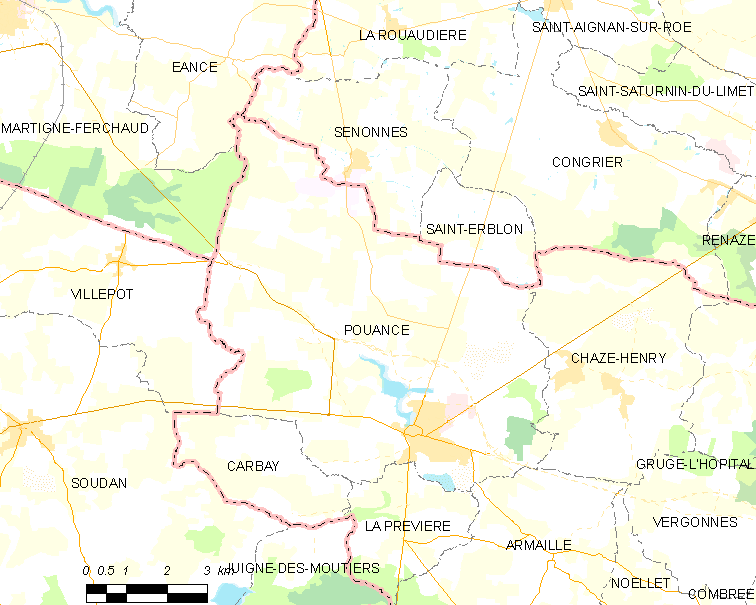
普昂塞的OSM定位图

## 行政
普昂塞的邮政编码为49420，INSEE市镇编码为49248。

## 政治
普昂塞所属的省级选区为蓝色安茹地区瑟格雷县。

## 人口

1962-2008年间普昂塞人口变化图示

普昂塞于2018年1月1日时的人口数量为3286人。